# あの子コンプレックス
「あの子コンプレックス」（あのこコンプレックス）は、日本の女性アイドルグループ・=LOVEの楽曲。作詞は指原莉乃、作曲は高橋涼が担当した。2022年5月25日に=LOVEの11thシングルとしてソニー・ミュージックレーベルズ（SACRA MUSIC）から発売された。楽曲のセンターポジションは佐々木舞香が務めた。

## 概要
初回仕様限定盤のType-A・Type-B・Type-C（CD+DVD）および通常盤であるType-D（CDのみ）の4形態でのリリース。

## アートワーク
ジャケット・アートワークのアートディレクションとデザインは大瀧由子が担当した。
| TYPE-A | 佐々木舞香 |
| TYPE-B | 全員       |
| TYPE-C | 全員       |
| TYPE-D | 全員       |

## ミュージック・ビデオ
あの子コンプレックス
監督：大野敏嗣 / 振付：shoji（s**t kingz）
ダンスシーンは主人公の心象風景として描かれる。
公開から3日と9時間でグループ史上最速で累計100万回再生を突破し、公開から10日でグループ史上初となる500万回再生突破、公開から約1年4か月が経過した2023年8月29日にグループ史上初となる1000万回再生を突破した。
笑顔のレシピ
監督：吉川エリ / 振付：CRE8BOY
個性豊かで自由なメンバーが、最後には一つの「絆」で結ばれ、東京ドームをバックに息の合ったパフォーマンスを披露するという印象的なシーンや見どころが満載の仕上がりとなっている。
知らんけど
監督：高橋栄樹 / 振付：武田舞香
=LOVE初となるマイクスタンドを使った振付を取り入れ、妖艶で挑発的な3人の踊り、そして、和洋折衷な衣装、サビラストの印象的なフレーズでもある「愛で殴って」の先にある“3人の表情”にも大注目のMVに仕上がっている。
僕のヒロイン
監督：瀬里義治 / 振付：山本杏奈（=LOVE）
太陽のような笑顔全開の歌唱シーン、キュートな振付、セミドキュメンタリーのスチール撮影風景や撮影現場を抜け出してのデート風景など、髙松のいろいろな表情が詰まった王道のMVとなっており、ラストのオチにも大注目となっている。

## シングル収録トラック

### Type-A
| #         | タイトル                                 | 作詞      | 作曲      | 編曲      | 時間  |
| --------- | ---------------------------------------- | --------- | --------- | --------- | ----- |
| 1.        | 「あの子コンプレックス」                 | 指原莉乃  | 高橋涼    | 湯浅篤    | 4:37  |
| 2.        | 「笑顔のレシピ」                         | 指原莉乃  | 中村瑛彦  | 脇眞富    | 3:50  |
| 3.        | 「あの子コンプレックス（instrumental）」 |           | 高橋涼    | 湯浅篤    | 4:37  |
| 4.        | 「笑顔のレシピ（instrumental）」         |           | 中村瑛彦  | 脇眞富    | 3:49  |
| 合計時間: | 合計時間:                                | 合計時間: | 合計時間: | 合計時間: | 16:53 |

| #  | タイトル                                | 作詞 | 作曲・編曲 | 監督     |
| -- | --------------------------------------- | ---- | ---------- | -------- |
| 1. | 「あの子コンプレックス Music Video」    |      |            | 大野敏嗣 |
| 2. | 「あの子コンプレックス メイキング映像」 |      |            | 大野敏嗣 |

### Type-B
| #         | タイトル                                 | 作詞      | 作曲      | 編曲      | 時間  |
| --------- | ---------------------------------------- | --------- | --------- | --------- | ----- |
| 1.        | 「あの子コンプレックス」                 | 指原莉乃  | 高橋涼    | 湯浅篤    | 4:37  |
| 2.        | 「知らんけど」                           | 指原莉乃  | SHIBU     | SHIBU     | 3:31  |
| 3.        | 「あの子コンプレックス（instrumental）」 |           | 高橋涼    | 湯浅篤    | 4:37  |
| 4.        | 「知らんけど（instrumental）」           |           | SHIBU     | SHIBU     | 3:30  |
| 合計時間: | 合計時間:                                | 合計時間: | 合計時間: | 合計時間: | 16:15 |

| #  | タイトル                                   | 作詞 | 作曲・編曲 | 監督 |
| -- | ------------------------------------------ | ---- | ---------- | ---- |
| 1. | 「イコラブ社員研修 ～イレブンHOUSE～前編」 |      |            |      |

### Type-C
| #         | タイトル                                 | 作詞      | 作曲      | 編曲      | 時間  |
| --------- | ---------------------------------------- | --------- | --------- | --------- | ----- |
| 1.        | 「あの子コンプレックス」                 | 指原莉乃  | 高橋涼    | 湯浅篤    | 4:37  |
| 2.        | 「僕のヒロイン」                         | 指原莉乃  | 塚田耕平  | めんま    | 4:11  |
| 3.        | 「あの子コンプレックス（instrumental）」 |           | 高橋涼    | 湯浅篤    | 4:37  |
| 4.        | 「僕のヒロイン（instrumental）」         |           | 塚田耕平  | めんま    | 4:10  |
| 合計時間: | 合計時間:                                | 合計時間: | 合計時間: | 合計時間: | 17:35 |

| #  | タイトル                                   | 作詞 | 作曲・編曲 | 監督 |
| -- | ------------------------------------------ | ---- | ---------- | ---- |
| 1. | 「イコラブ社員研修 ～イレブンHOUSE～後編」 |      |            |      |

### Type-D（通常盤）
| #         | タイトル                                 | 作詞      | 作曲      | 編曲      | 時間  |
| --------- | ---------------------------------------- | --------- | --------- | --------- | ----- |
| 1.        | 「あの子コンプレックス」                 | 指原莉乃  | 高橋涼    | 湯浅篤    | 4:37  |
| 2.        | 「笑顔のレシピ」                         | 指原莉乃  | 中村瑛彦  | 脇眞富    | 3:50  |
| 3.        | 「知らんけど」                           | 指原莉乃  | SHIBU     | SHIBU     | 3:31  |
| 4.        | 「僕のヒロイン」                         | 指原莉乃  | 塚田耕平  | めんま    | 4:11  |
| 5.        | 「あの子コンプレックス（instrumental）」 |           | 高橋涼    | 湯浅篤    | 4:37  |
| 6.        | 「笑顔のレシピ（instrumental）」         |           | 中村瑛彦  | 脇眞富    | 3:50  |
| 7.        | 「知らんけど（instrumental）」           |           | SHIBU     | SHIBU     | 3:31  |
| 8.        | 「僕のヒロイン（instrumental）」         |           | 塚田耕平  | めんま    | 4:10  |
| 合計時間: | 合計時間:                                | 合計時間: | 合計時間: | 合計時間: | 32:17 |

## 歌唱メンバー
あの子コンプレックス
（センター：佐々木舞香）
- 大谷映美里、大場花菜、音嶋莉沙、齋藤樹愛羅、齊藤なぎさ、佐々木舞香、髙松瞳、瀧脇笙古、野口衣織、諸橋沙夏、山本杏奈

笑顔のレシピ
（センター：山本杏奈）
- 大谷映美里、大場花菜、音嶋莉沙、齋藤樹愛羅、齊藤なぎさ、佐々木舞香、髙松瞳、瀧脇笙古、野口衣織、諸橋沙夏、山本杏奈

知らんけど
（センター：野口衣織）
- 佐々木舞香、野口衣織、諸橋沙夏

僕のヒロイン
- 髙松瞳[16]